# Petit Navire
Petit Navire est la marque commerciale d'une conserverie de poisson créée en 1932 à Douarnenez (Bretagne) par Paul-Edouard Paulet. Elle appartient aujourd'hui au groupe thaïlandais Thai Union Frozen.
La marque est exploitée par la société Établissements Paul Paulet. 

## Histoire

Ancien logo.

Paul-Édouard Paulet, né en 1897, est un fils de haut fonctionnaire. Ingénieur diplômé de l’École de physique et chimie de Paris, il subit une reconversion forcée à cause d'ennuis de santé, et il est nommé directeur du Crédit Nantais de Douarnenez. Le Crédit Nantais est alors considéré comme la banque spécialiste de la conserve.
Au printemps 1932, Paul Paulet décide de quitter son poste à la banque et rachète une usine Hyacinthe Parmentier en cessation de paiement, ainsi que le nom « Petit Navire ». Le logo de cette nouvelle marque est une sardinière à voile voguant sous des goélands. La première version a été dessinée à l’aquarelle par Marguerite Paulet, peintre et épouse du fondateur.
En 1935, Paul Paulet met en place une charte de qualité. Il est également précurseur de la création de la Participation Salariale. Lors de l’achat de la conserverie Parmentier, Paul Paulet a utilisé un prêt innovant : il fait appel aux banques et fait compléter l’apport financier par ses amis. Cette manière de fonctionner a ensuite été mise en place dans toute la société. La participation salariale a été complétée par un système de sécurité sociale interne, couvrant les frais médicaux et les arrêts maladies pour certains cas.
La même année, il ouvre des usines à l'île d'Yeu et Saint-Jean-de-Luz pour être au plus proche des ports de pêche. Paul Paulet invente la « bassine à frire », ou friture prête à l'emploi, pour cuire les sardines, éviter la fermentation et permettre une production constante toute l'année.
Le 19 juin 1940, Paul Paulet répond à l’appel du général De Gaulle et embarque pour l’Angleterre à bord du sardinier Ma Gondole. En août 1942, Paul-Édouard Paulet disparaît avec quelque 7 000 autres prisonniers dans le naufrage du MV Nino Bixio.
En 1955, les fils de Paul-Édouard Paulet, Jean et Yves Paulet, reprennent les rênes de l’entreprise.
En 1962, ils prennent la décision de moderniser la conserverie. La nouvelle usine de Pouldavid est inaugurée en 1963.
Le géant américain Heinz, possédé par H.J Heinz, prend une participation dans la société en 1981. Il rachète l'ensemble du capital en 1986.
En 1988, l’entreprise ouvre trois nouvelles usines : Portugal, Ghana et Seychelles. Petit Navire possède déjà trois usines en Bretagne.
En 2000, Petit Navire lance une campagne de communication publicitaire avec des spots TV, mais également un partenariat avec l’émission Fort Boyard. Cette présence en télévision a permis de générer 8.5% de ventes supplémentaires en volume, ainsi que 2 points de part de marché.
En 2006, Petit Navire affiche un chiffre d’affaires de 207 millions d’euros. Heinz revend ses activités de produits de la mer en Europe, dont la marque Petit Navire, qui est rachetée par le fonds d’investissement américain MW Brands.
En 2010, Thai Union Group rachète le groupe MW Brands, dont fait partie Petit Navire, pour 680 millions d’euros.
En 2015, Petit Navire lance une nouvelle campagne marketing intitulée « La Mer vous inspire », mettant en avant des repas variés évocateurs de bons moments partagés, au travers de plats gourmands et sensoriels dans une ambiance de bord de mer.
En 2016, profitant du rachat de Meralliance, spécialiste du saumon fumé, par sa maison mère Thai Union, Petit Navire entre pour la première fois au rayon frais. L’entreprise propose une gamme de huit références de poissons fumés.

## Controverse
Petit Navire est mis en cause par Greenpeace pour l'utilisation de dispositifs de concentration de poisson (DCP), méthode non sélective, lors de la pêche au thon. En mai 2016, Greenpeace bloque l'accès à la conserverie Petit Navire de Douarnenez. L'ONGI reproche à la marque l'utilisation de « méthodes de pêche destructrices » en abusant des DCP. 
En réponse à ces attaques, la marque a noué un partenariat avec WWF en 2016, et avec Greenpeace en 2017.
En 2019, Petit Navire est mis en cause dans le magazine Cash Investigation pour la surpêche dans l'océan Indien du thon albacore avec l'utilisation de DCP, l'obtention discutable de subventions européennes et les montages financiers autour de la reprise de la marque par Thai Union Group.

## Engagements et politique RSE
En réponse aux attaques de Greenpeace, Thai Union a fait évoluer sa politique RSE, et a mis en place un ensemble d’actions, regroupées sous le nom de « Sea change ». Les objectifs sont fixés pour 2020. Les thèmes de ce programme sont notamment un approvisionnement et une production responsables.
En 2016, le groupe Thai Union a engagé 90 millions de dollars dans sa politique environnementale, avec la création de filières d’achat sur des produits labellisés, comme le label Marine Stewardship Council (MSC) et le lancement  de projets d'amélioration des pêcheries, ou "Fishery Improvement Projects". Une collaboration entre Thai Union Europe et WWF a également été mise en place. WWF a alors réalisé l’audit de toutes les chaînes d’approvisionnement du groupe.
En 2017, la marque a conclu un partenariat avec Greenpeace, avec un ensemble d'objectifs à atteindre d'ici 2020 : réduire le nombre de DCP de 50%, étendre le moratoire sur le transbordement en mer à toute sa chaîne mondiale d’approvisionnement, développer un code de conduite complet pour l’ensemble de ses navires…